# 장딩즈

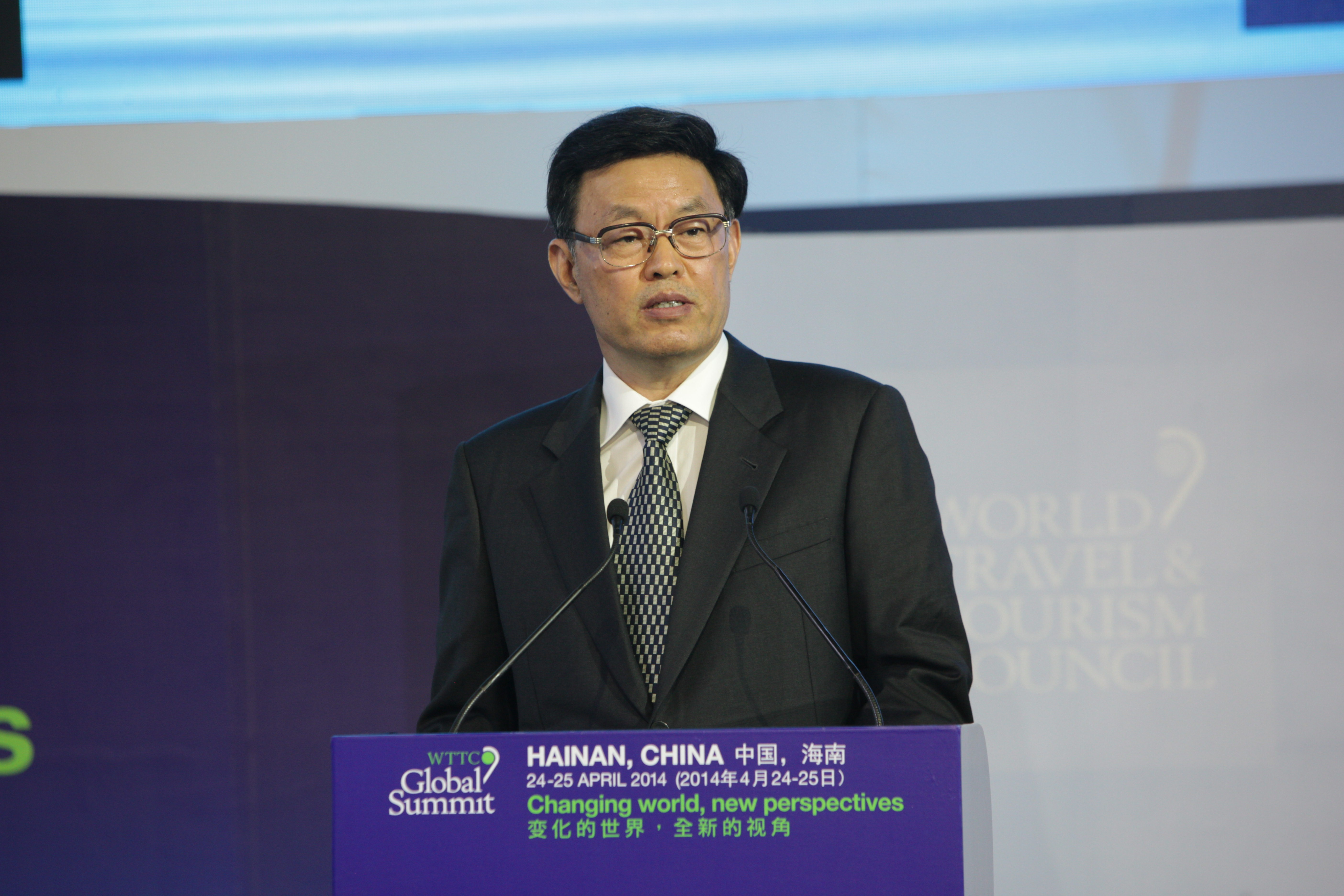

장딩즈(장정지, 중국어 간체자: 蒋定之, 1954년 9월 ~ )은 중화인민공화국의 정치인이다. 중국공산당 제18기 중앙위원과 하이난성 성장을 역임했다.

## 생애
장쑤성 리양시 출신으로 1978년 7월 중국공산당에 입당했다. 난징 대학 철학과를 졸업하고 난징이공대학에서 환경공학 석사 학위를 받았다. 중국공산당 제18기 중앙위원과 하이난 성 당위원회 부서기, 성장을 지냈고 장쑤성 인민대표대회 상무위원회 부주임, 당조서기, 장쑤성 정치협의회 주석과 당조서기 등을 역임했다.